# Roccaporena
Roccaporena – miejscowość we Włoszech, w regionie Umbria, w prowincji Perugia, część Cascii.

## Położenie
Miejscowość znajduje się na wysokości 707 m n.p.m., w dolinie górskiej (Apenin Umbryjsko-Marchijski), w odległości ok. 6 km od Cascii.

## Historia
Osada istniała już w średniowieczu. W 1381 roku w Roccaporena urodziła się włoska mistyczka św. Rita z Cascii. W 1939 założono w miejscowości stowarzyszenie „Opera di S. Rita”, zjamujące się propagowaniem znajomości miejsc związanych z życiem świętej i obsługą przybywających do  Roccaporena pątników. W 1948 wzniesiono kościół sanktuaryjny, zaś w 1950 zbudowano drogę, bezpośrednio łączącą miejscowość z Cascią. W 2001 wioskę zamieszkiwało 73 mieszkańców.

## Miejsca kultu
Na terenie Roccaporena znajdują się następujące miejsca o znaczeniu religijnym:
- Skała św. Rity, zawieszona ok. 120 metrów nad doliną, w 1919 wzniesiona kaplica, odrestaurowana w 1979 po trzęsieniu ziemi
- Droga krzyżowa w plenerze, oświetlona w godzinach wieczornych
- Dom św. Rity z XIV wieku, w 1629 zamieniona w kaplicę przez kard. Fausto Poli; eksponowany obraz Luki Giordano z XVII wieku
- Kościół św. Montano z freskami z XV wieku
- Lazaret św. Rity z XV wieku
- Złota grota, legendarna siedziba nimfy Porriny, obecnie kaplica[4]

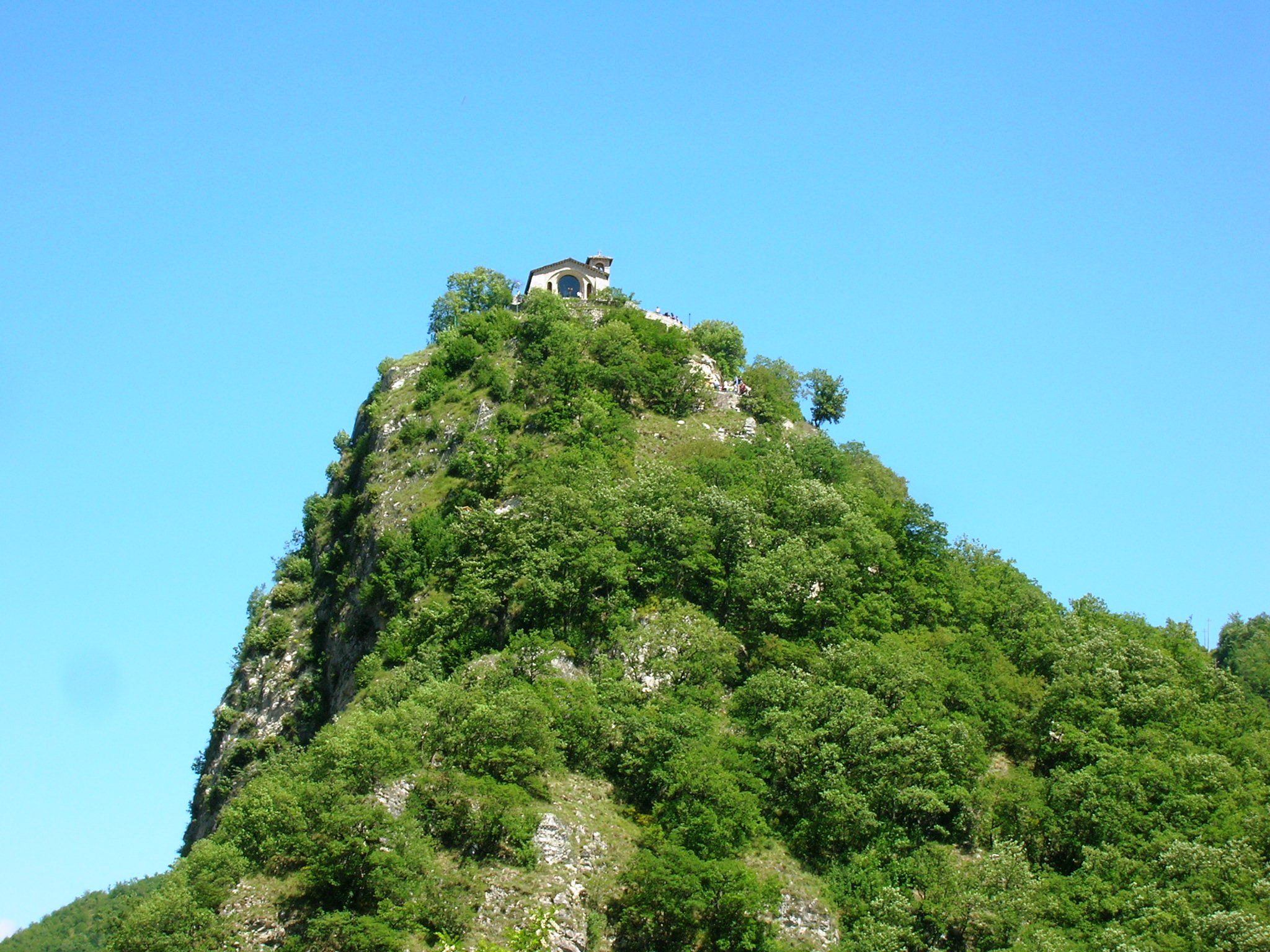
Skała św. Rity
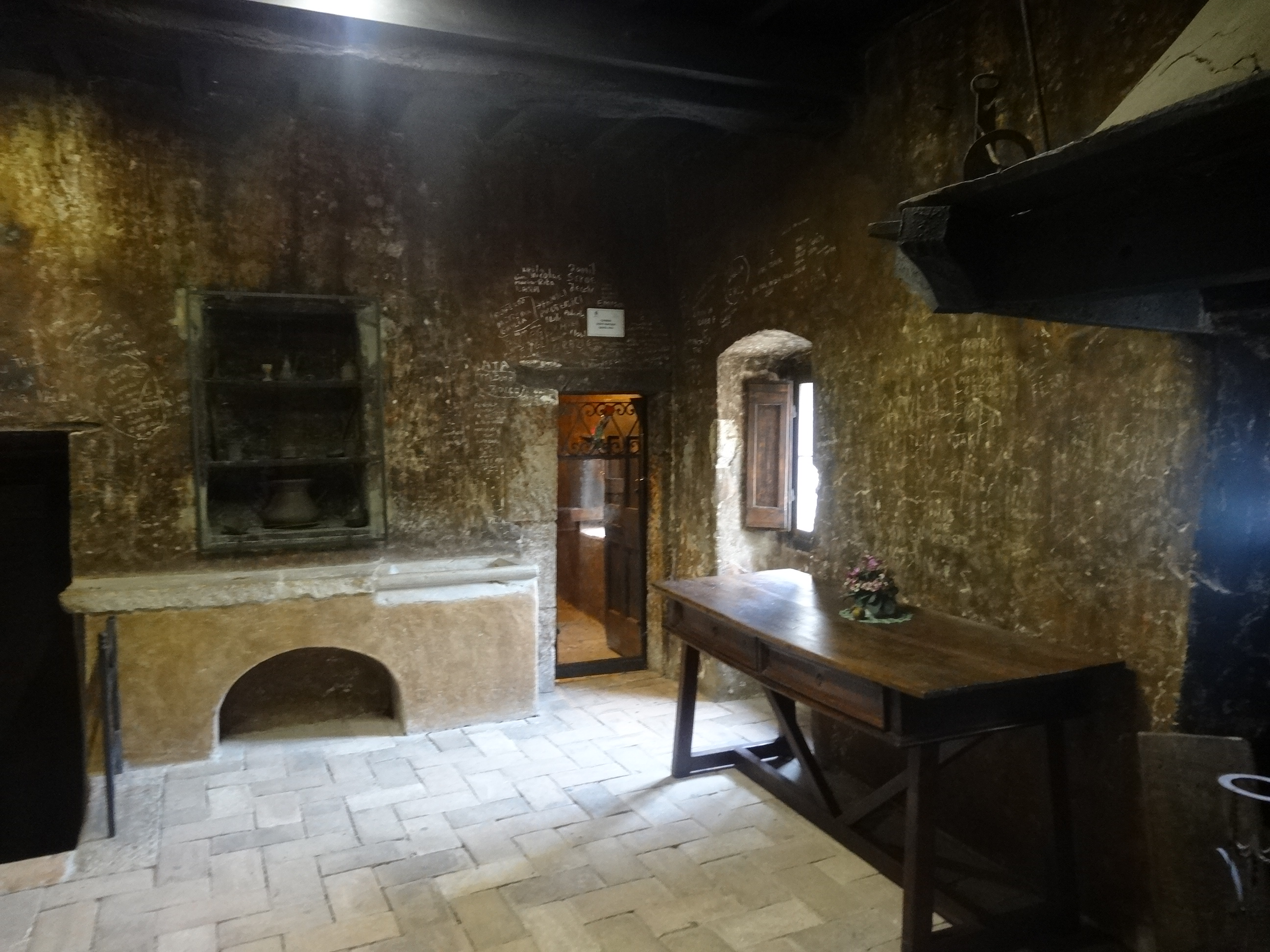
Dom rodzinny św. Rity
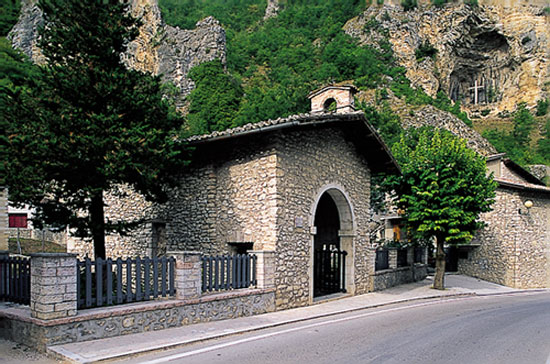
Dom rodzinny św. Rity
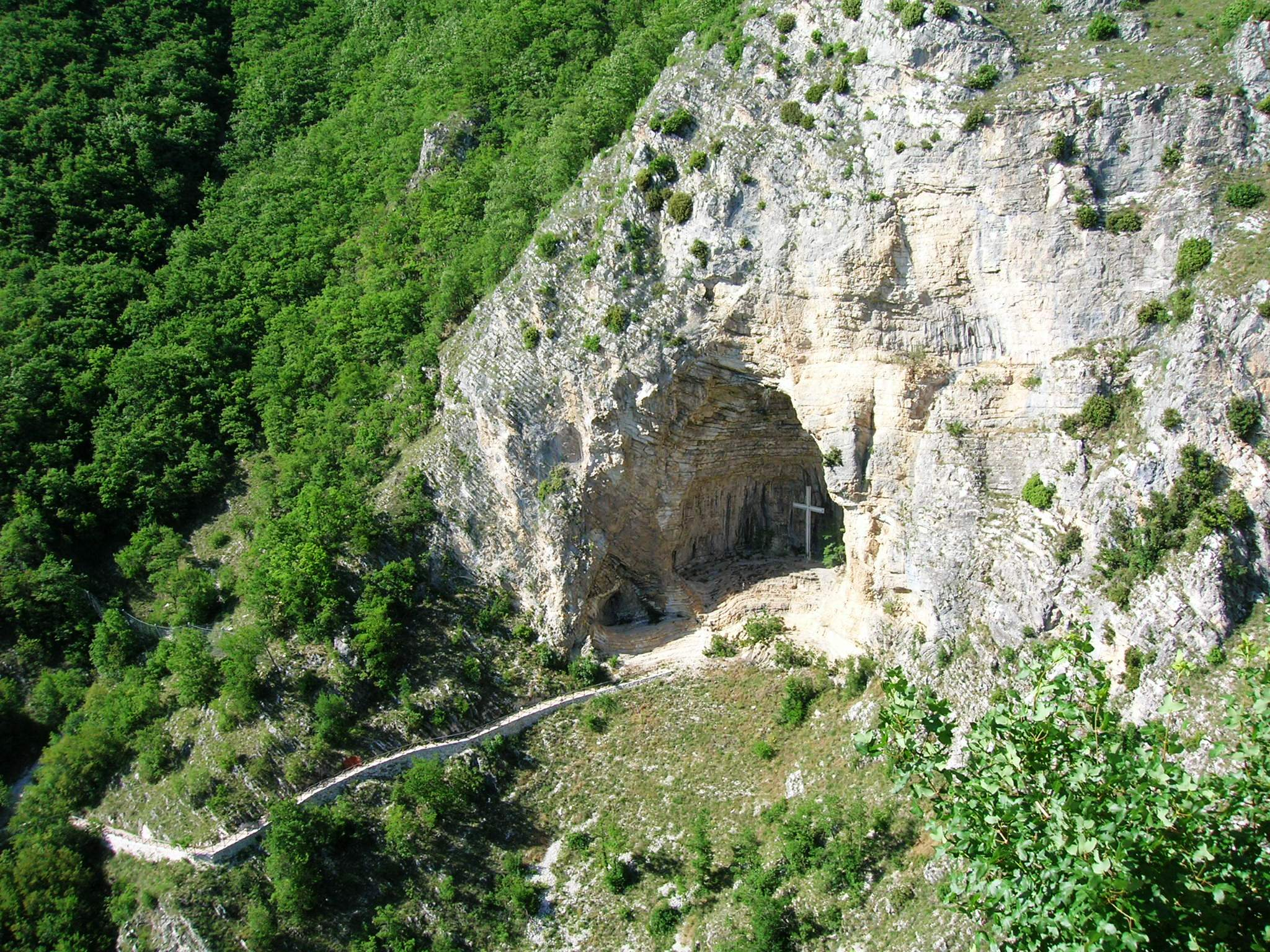
Złota grota
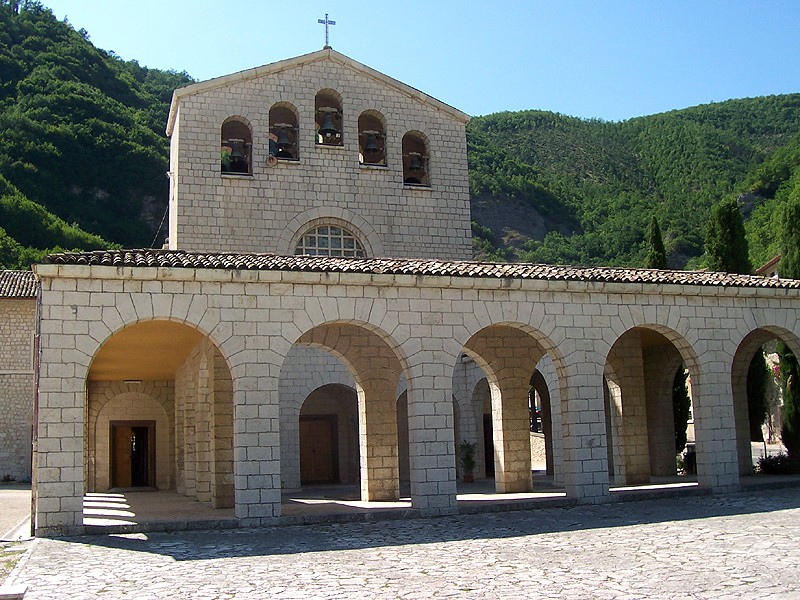
Sanktuarium św. Rity
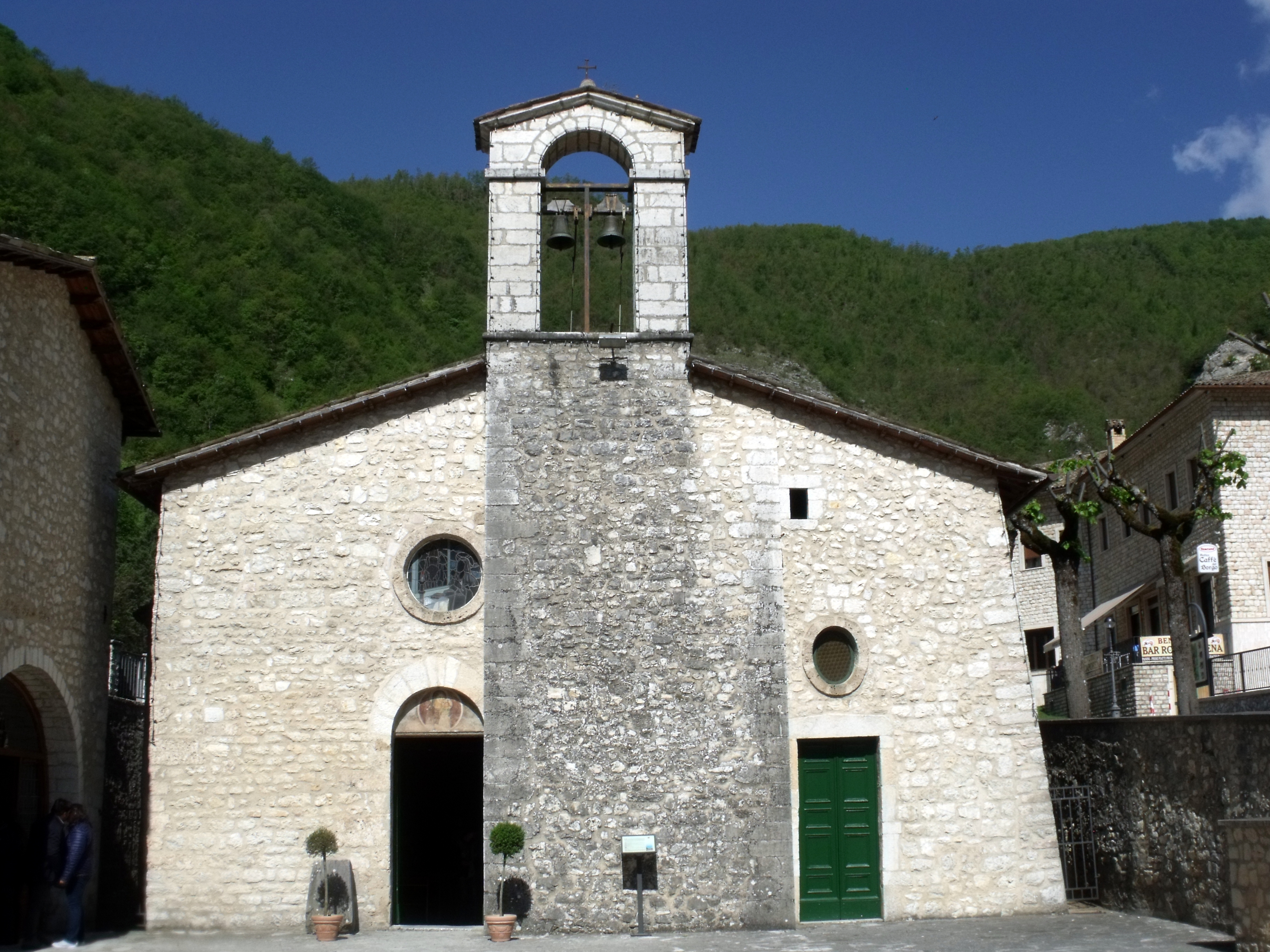
Kościół św. Montano